# Clark (Pensilvânia)
Clark é um distrito localizado no estado norte-americano de Pensilvânia, no Condado de Mercer.

## Demografia
Segundo o censo norte-americano de 2000, a sua população era de 633 habitantes.
Em 2006, foi estimada uma população de 633, um aumento de 0 (0.0%).

## Geografia
De acordo com o United States Census Bureau tem uma área de
9,8 km², dos quais 7,9 km² cobertos por terra e 1,9 km² cobertos por água.

## Localidades na vizinhança
O diagrama seguinte representa as localidades num raio de 12 km ao redor de Clark.